# Leendert van der Pijl
Leendert van der Pijl (* 21. Dezember 1903 in Utrecht; † 16. April 1990 in Den Haag) war ein niederländischer Botaniker. Sein offizielles botanisches Autorenkürzel lautet Pijl.
Er studierte von 1922 bis 1927 an der Universität von Amsterdam und erhielt 1934 den Doktorgrad für seine Arbeit an der Polyembryonie von Eugenien.
1924 wurde er Lehrer für Naturgeschichte in Arnheim. 1926 ging er an das Christliche Lyzeum in Bandung, wo er Lehrer und später auch Rektor wurde. Mit Unterbrechung durch die Aussiedlung in die Niederlande infolge der Besetzung der Insel durch japanische Truppen arbeitete er dort bis 1947. Danach wurde er Professor für Botanik am Institut Teknologi Bandung. 1954 legte er sein Amt nieder und zog nach Den Haag, wo er Lehrer an einer Mittelschule wurde. 1969 wurde er Dozent für Botanik an der Radboud-Universität Nimwegen.
Er beschäftigte sich vor allem mit Problemen der Blütenbiologie und arbeitete an der Flora Indonesiens.

## Werke
- L. van der Pijl: Über die Polyembryonie bei Eugenia De Bussy, 1933
- L. van der Pijl: Plantenleven in Indië 1934
- K. Fægri & L. van der Pijl: The principles of Pollination Ecology Pergamon Press, Oxford, 1966
- L. van der Pijl & C. H. Dodson: Orchid Flowers: Their Pollination and Evolution University of Miami Press, 1966
- L. van der Pijl: Principles of dispersal in higher plants Springer, 1969